# 第43軍 (日本軍)
第43軍（だいよんじゅうさんぐん）は、大日本帝国陸軍の軍の一つ。

## 沿革
1945年3月10日に編制され、同月22日に北支那方面軍戦闘序列に編入。元租借地の青島市を中心とする山東省に配備され占領統治を行った。
陸上の主力部隊は省都済南で終戦を迎え、アメリカ海軍西太平洋艦隊（現・第7艦隊）と入れ替わる形で復員し任務を完遂した。

## 軍概要
- 通称号：秀嶺
- 編成時期：1945年3月10日
- 最終位置：済南
- 上級部隊：北支那方面軍

### 歴代司令官
- 細川忠康 中将：1945年3月31日[1] -

### 歴代参謀長
- 久保満雄 少将：1945年3月31日[2] –
- 寒川吉溢 大佐：1945年6月1日 –

### 最終司令部構成
- 司令官：細川忠康中将
- 参謀長：久保満雄少将
- 高級参謀：寒川吉溢大佐
- 兵器部長：佐藤三郎大佐
- 経理部長：日吉竹彦主計大佐
- 軍医部長：梶本誓軍医大佐
- 獣医部長：多賀宗武獣医中佐
- 法務部長：阿部清峯法務少佐

### 最終所属部隊
- 第47師団：渡辺洋中将[3][4]
- 独立混成第5旅団：長野栄二少将[3][5]
- 独立混成第9旅団：的野憲三郎少将[3][5]
- 独立歩兵第1旅団：浅見敏彦少将[3][5]
- 第9独立警備隊：石川忠夫少将[5]
- 第11独立警備隊 ：窪田武二郎少将[2][6]
- 第12独立警備隊：滝本一麿少将[7][6]

第43軍直轄
- 迫撃第18大隊
- 迫撃第19大隊
- 自動車第21連隊：佐々木藤兵衛大佐
- 第155兵站病院：野坂勝治軍医大佐
- 第165兵站病院（最終位置：青島）
- 第197兵站病院（最終位置：兗州）